# Afro-Cubains

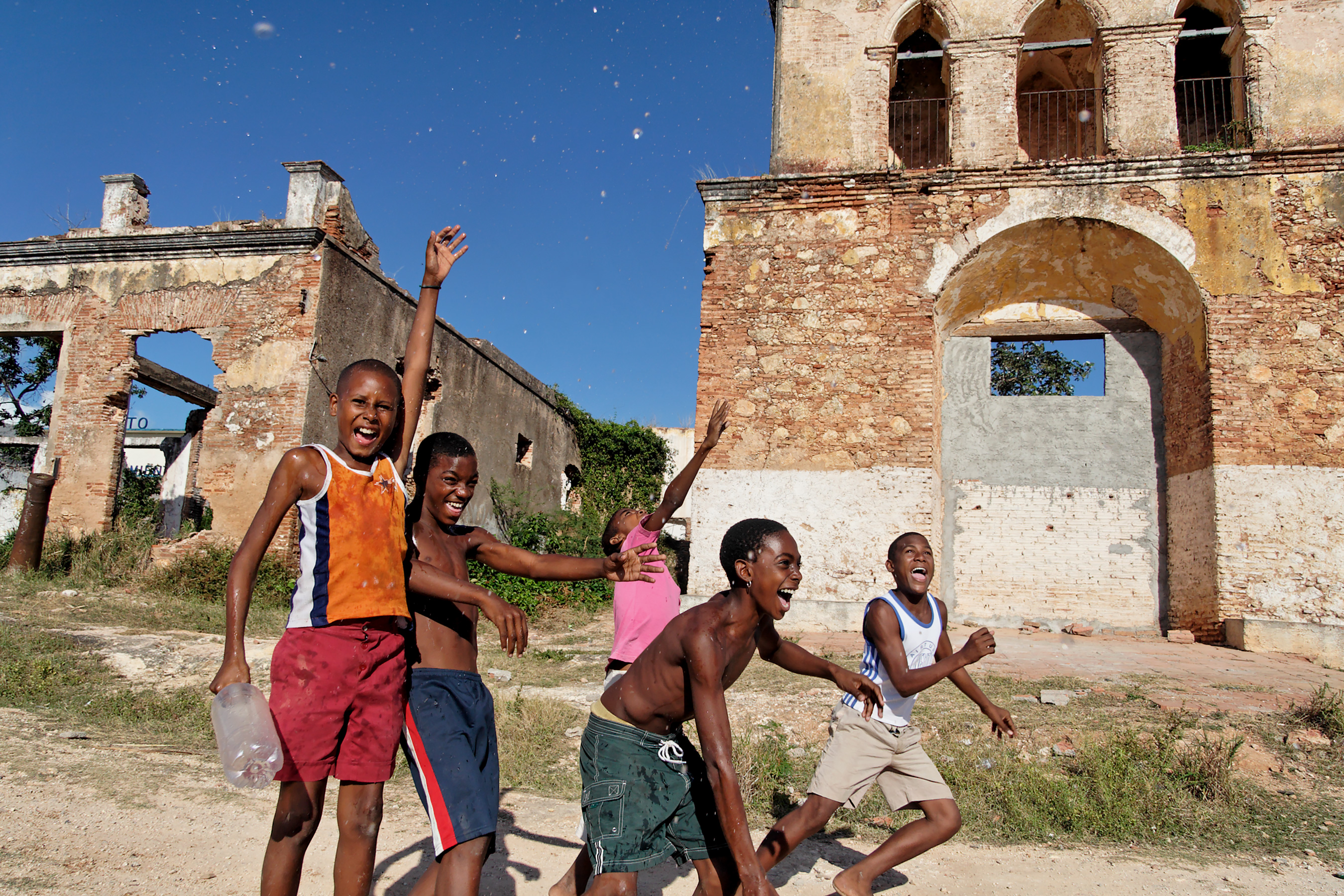
Enfants de Trinidad (2006).

Le terme Afro-Cubain désigne à la fois des Cubains d'origine africaine et les éléments historiques et culturels qui émanent de cette communauté. Le terme réfère aussi à la combinaison d'éléments culturels africains combinés à d'autres éléments culturels trouvés dans la société cubaine comme la religion (santeria, en espagnol : santería), la musique (jazz afro-cubain, rumba, etc.), le langage, les arts et la culture de classe,

## Démographie
D'après un recensement de 2001 qui portait sur 11,2 millions de Cubains, 1,1 million de Cubains se décrivent comme noirs et 2,8 millions comme Métis. Ces statistiques sont toutefois établies à partir des déclarations des personnes elles-mêmes et la proportion réelle de noirs et de métis est vraisemblablement plus élevée. Les préjugés raciaux peuvent pousser vers « l'auto-discrimination » et inciter une partie des métis à se déclarer blancs et une partie des noirs à se déclarer métis.
Selon Esteban Morales, chercheur au Centre d'études des États-Unis, la société cubaine contemporaine est peu raciste : « il n’y a pas de haine du Noir, du Blanc ou du métis. Ni les préjugés raciaux, ni la discrimination raciale ni le racisme ne dominent le climat social ». Le brassage ethnique et socioculturel y est parmi les plus élevés du continent américain et il n'existe pas de « ghettos ethniques » comparables à ceux des États-Unis et de certains autres pays américains.

## Histoire et place dans la société contemporaine

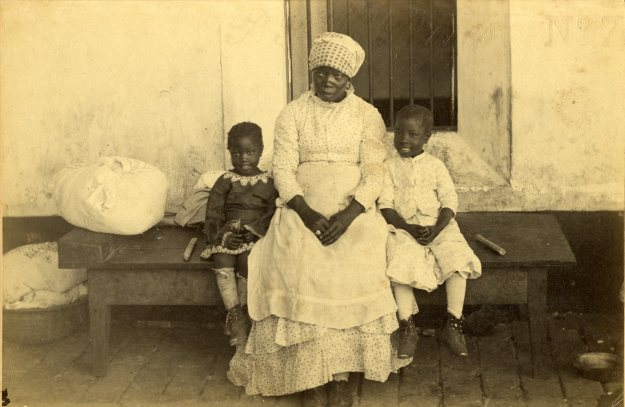
Afro-Cubains à La Havane, vers 1880

Les préjugés ont une origine ancienne. Entre la colonisation espagnole de l'Amérique et l’abolition de l'esclavage, plus de trois siècles ont ancré la logique coloniale et la suprématie raciale dans les esprits. Cuba ne sera que l’avant-dernier pays du continent à interdire l’esclavage, en 1886. Jusqu’à la révolution cubaine de 1959, l’île pratiquait une ségrégation comparable à celle des États du sud des États-Unis. Les noirs étaient notamment privés d’accès à de nombreux lieux publics, dont la plupart des plages et des restaurants, étaient soumis à des discriminations dans l'accès à l'éducation et à des salaires généralement plus faibles. La presque totalité de la bourgeoisie cubaine était composée de blancs.
En 1912, plusieurs milliers de rebelles noirs emmenés par Evaristo Estenoz, un ancien combattant de la guerre d'indépendance, sont massacrés par les troupes du gouvernement cubain et leurs renforts américains. Le traumatisme de ce bain de sang contribuera longtemps à maintenir les Afro-Cubains à l'écart de la vie politique.
Le 22 mars 1959, Fidel Castro qualifie le racisme de « tare sociale à éliminer ». Par l’approbation d’une politique et de lois égalitaires, le racisme institutionnel est officiellement supprimé. Malgré l’absence de politiques spécifiquement antiracistes, la condition sociale des noirs s'améliore sensiblement. Les discriminations salariales et dans l'accès aux études sont désormais interdites.
Cependant, dans les années 1990, l'apparition des entreprises privées favorisent l'extension des inégalités. Dans le secteur touristique, certains chefs d'entreprises estiment que les visiteurs étrangers préfèrent être servis par du personnel blanc et excluent de ce fait les personnes de couleur de leurs équipes. Si dans le secteur étatique, les postes de direction sont à peine plus nombreux dans la population blanche que noire ou métisse, une forte asymétrie est constatée dans le secteur privé. Selon les recherches réalisées en 2000 par Eduardo San Marful et Sonia Catasus du Centre d’Études démographiques (CEDEM) de l’Université de La Havane en 2000, les dirigeants noirs représentent 5,1% et les métis 19,5%, tandis que 75,4% sont blancs. Ces inégalités sont notamment dues aux remesas (argent que les émigrés envoient à leur famille), 83,5 % des exilés étant blancs.
Lors du décès d'Orlando Zapata en février 2010 (premier prisonnier politique cubain à mourir à la suite d’une grève de la faim depuis le poète Pedro Luis Boitel, décédé en 1972), le dissident Manuel Cuesta Morúa estime qu'« on s’était acharné contre lui parce qu’il était noir ». Le 30 juin 2020, alors que, comme en écho aux réactions qui ont suivi le meurtre de George Floyd, un Afro-Américain victime de violences policières, sont organisées à Cuba des manifestations pour protester contre la mort de Hansel Hernandez, un jeune Afro-Cubain, le racisme et les interventions policières brutales, sont arrêtés  des dizaines d'artistes comme Tania Bruguera, de journalistes et d'opposants au régime castriste, tels que José Daniel Ferrer,.
En février 2021, six artistes Afro-Cubain, Yotuel Romero, Descemer Bueno, le duo du groupe Gente de Zona et les rappeurs Maykel Osorbo et El Funky, interprètent le vidéo clip Patria y vida. Cette parodie du slogan castriste « Patria o muerte » critique 60 ans de gouvernance communiste à Cuba. L'artiste Afro-Cubain Luis Manuel Otero Alcántara, membre du mouvement San Isidro, apparait dans la vidéo serrant un drapeau cubain aux côtés du rappeur Maykel Osorbo. Il indique au média indépendant 14ymedio que ce clip permet « d'attirer l'attention sur la société, les Noirs du quartier San Isidro, les Noirs du quartier Cerro, ceux qui se dressent en files interminables », le clip doit participer à un projet de reconstruction de Cuba avec les Afro-Cubains .

## Sport
La journaliste Françoise Escarpit souligne que la boxe « a décomplexé la population noire, exclue jusqu’à la révolution d’une véritable pratique sportive, et a été le moteur du développement du mouvement sportif cubain ».

## Afro-cubains
- X-Alfonso, chanteur
- Arsenio Rodríguez, musicien et compositeur